# Eleição municipal de Queimados em 2016
A eleição municipal de Queimados em 2016 foi realizada para eleger um prefeito, um vice-prefeito e 17 vereadores no município de Queimados, no estado brasileiro de Rio de Janeiro. Foram eleitos Carlos de França Vilela (Movimento Democrático Brasileiro) e Carlos Machado de Oliveira para os cargos de prefeito(a) e vice-prefeito(a), respectivamente. Seguindo a Constituição, os candidatos são eleitos para um mandato de quatro anos a se iniciar em 1º de janeiro de 2017. A decisão para os cargos da administração municipal, segundo o Tribunal Superior Eleitoral, contou com 113 059 eleitores aptos e 21 721 abstenções, de forma que 19.21% do eleitorado não compareceu às urnas naquele turno.

## Resultados

### Eleição municipal de Queimados em 2016 para Prefeito
A eleição para prefeito contou com 4 candidatos em 2016: Carlos de França Vilela do Movimento Democrático Brasileiro (1980), Zaqueu da Silva Teixeira do Partido Democrático Trabalhista, Cesar Augusto da Costa Mota do Partido Social Democrático (2011), Jose Braz Gonçalves de Carvalho do Partido Socialismo e Liberdade que obtiveram, respectivamente, 43 934, 34 417, 1 161, 1 162 votos. O Tribunal Superior Eleitoral também contabilizou 19.21% de abstenções nesse turno.
| Candidato(a)                           | Vice                                  | Coligação                                      | Votos recebidos | Percentual |
| -------------------------------------- | ------------------------------------- | ---------------------------------------------- | --------------- | ---------- |
| Carlos de França Vilela (MDB)          | Carlos Machado de Oliveira            | O Trabalho Continua                            | 43934           | 54.46%     |
| Zaqueu da Silva Teixeira (PDT)         | Alex Henrique Benedito                | Por uma Queimados Melhor                       | 34417           | 42.66%     |
| Jose Braz Gonçalves de Carvalho (PSOL) | Devanir Alves de Azevedo              | Partido Socialismo e Liberdade (sem coligação) | 1162            | 1.44%      |
| Cesar Augusto da Costa Mota (PSD)      | Regina Aparecida Theophilo dos Santos | Por uma Queimados para os Queimadenses         | 1161            | 1.44%      |

### Eleição municipal de Queimados em 2016 para Vereador
Na decisão para o cargo de vereador na eleição municipal de 2016, foram eleitos 17 vereadores com um total de 83 752 votos válidos. O Tribunal Superior Eleitoral contabilizou 3 382 votos em branco e 4 204 votos nulos. De um total de 113 059 eleitores aptos, 21 721 (19.21%) não compareceram às urnas.
| Nome                              | Partido político                               | Coligação                                               | Votos recebidos | Percentual |
| --------------------------------- | ---------------------------------------------- | ------------------------------------------------------- | --------------- | ---------- |
| Nilton Moreira Cavalcante         | Movimento Democrático Brasileiro (MDB)         | Queimados Crescendo Sem Parar                           | 2789            | 3.33%      |
| Antonio Chrispe de Oliveira       | Progressistas (PP)                             | Queimados Não Pode Parar                                | 1850            | 2.21%      |
| Wilson Espiridião Pimenta Sampaio | Movimento Democrático Brasileiro (MDB)         | Queimados Crescendo Sem Parar                           | 1732            | 2.07%      |
| Alexander Riboura Dornellas       | Partido Verde (PV)                             | Queimados Não Pode Parar                                | 1687            | 2.01%      |
| Elerson Leandro Alves             | Partido Popular Socialista (PPS)               | Unidos por Queimados                                    | 1599            | 1.91%      |
| Fatima Cristina Dias Sanches      | Movimento Democrático Brasileiro (MDB)         | Queimados Crescendo Sem Parar                           | 1596            | 1.91%      |
| Davi Brasil Caetano               | Avante (AVANTE)                                | Queimados Crescendo Sem Parar                           | 1560            | 1.86%      |
| Milton Campos Antonio             | Movimento Democrático Brasileiro (MDB)         | Queimados Crescendo Sem Parar                           | 1555            | 1.86%      |
| Mauricio Baptista Ferreira        | Progressistas (PP)                             | Queimados Não Pode Parar                                | 1541            | 1.84%      |
| José Carlos Leal Nogueira         | Movimento Democrático Brasileiro (MDB)         | Queimados Crescendo Sem Parar                           | 1537            | 1.84%      |
| Adriano Morie                     | Partido Republicano Progressista (PRP)         | Fé,Trabalho e Progresso                                 | 1512            | 1.81%      |
| Paulo Cesar Pires de Andrade      | Partido Republicano da Ordem Social (PROS)     | Queimados Cada Vez Melhor                               | 1323            | 1.58%      |
| Antonio Almeida Silva             | Partido da Social Democracia Brasileira (PSDB) | Partido da Social Democracia Brasileira (sem coligação) | 1197            | 1.43%      |
| Jackson Pinto da Silva            | Partido Democrático Trabalhista (PDT)          | Pacto Democrático Trabalhista                           | 1027            | 1.23%      |
| Rogerio de Lima Monteiro          | Partido Humanista da Solidariedade (PHS)       | Queimados Cada Vez Melhor                               | 967             | 1.15%      |
| Julio Cesar Rezende de Almeida    | Partido da Social Democracia Brasileira (PSDB) | Partido da Social Democracia Brasileira (sem coligação) | 938             | 1.12%      |
| Alcinei Duarte de Oliveira        | Partido Trabalhista Brasileiro (PTB)           | Fé,Trabalho e Progresso                                 | 892             | 1.07%      |